# Abel Thermeus
Abel Thermeus (Montreuil, 19 gennaio 1983) è un ex calciatore francese naturalizzato haitiano, di ruolo attaccante.

## Caratteristiche tecniche
È una punta centrale.

## Carriera

### Club
Comincia a giocare in Francia, nella seconda squadra del Monaco. Nel 2004 passa al Créteil-Lusitanos. Nel 2006 si trasferisce in Scozia, al Motherwell. Dopo una pessima stagione, viene ceduto alla squadra riserve dello spagnolo Levante. Nel 2008 si accasa in Ungheria, al Debrecen. Nel gennaio 2009 rescinde il contratto. Nel 2010, dopo due anni da svincolato, firma un contratto con l'Atromitos Geroskipou, squadra cipriota, in cui milita fino al 2011.

### Nazionale
Ha debuttato in Nazionale il 17 ottobre 2007, nell'amichevole Costa Rica-Haiti (1-1). Ha partecipato, con la Nazionale, alla Gold Cup 2009. Ha collezionato in totale, con la maglia della Nazionale, 10 presenze.